# Frenchella gagatina
Frenchella gagatina är en skalbaggsart som beskrevs av Lea 1919. Frenchella gagatina ingår i släktet Frenchella och familjen Melolonthidae. Inga underarter finns listade i Catalogue of Life.